# NGC 5782
NGC 5782 est une vaste galaxie lenticulaire relativement éloignée et située dans la constellation du Bouvier. Sa vitesse par rapport au fond diffus cosmologique est de 9 688 ± 14 km/s, ce qui correspond à une distance de Hubble de 143 ± 10 Mpc (∼466 millions d'al). NGC 5782 a été découverte par l'astronome américain Lewis Swift en 1887.
La classe de luminosité de NGC 2781 est II et elle présente une large raie HI. Selon la base de données Simbad, NGC 5782 est une galaxie de Seyfert de type 2. NGC 5782 présente un jet d'ondes radio et c'est une radiogalaxie à spectre continu (Flat-Spectrum Radio Source).
À ce jour, une mesure non basée sur le décalage vers le rouge (redshift) donne une distance d'environ 208,000 Mpc (∼678 millions d'al). Cette valeur est loin à l'extérieur des valeurs de la distance de Hubble. Notons que c'est avec la valeur moyenne des mesures indépendantes, lorsqu'elles existent, que la base de données NASA/IPAC calcule le diamètre d'une galaxie.